# 海外ドラマセレクション
海外ドラマセレクションは、2018年4月11日から2019年9月27日（9月26日深夜）までテレビ東京の関東ローカルのみで毎週水曜日（火曜日深夜）の3:25 - 4:18に放送されていた、海外ドラマの放送を行う放送枠である。

## 概要
テレビ東京は長年、平日昼枠において、『ランチチャンネル』（関東ローカル）や『グッドチャンネル』（全国ネット）にて、海外ドラマを放送してきた。『ランチチャンネル』は2011年4月の第2期開始以降は、当初は月曜日 - 木曜日に海外ドラマを、金曜日は『ポチたまペットの旅』や『金曜8時のドラマ』の再放送をそれぞれ放送していたが、2015年4月以降は海外ドラマ専門枠となった。
テレビ東京は2018年3月20日に、2018年4月11日放送開始の『私はラブ・リーガル』シーズン1から、枠タイトルを『ランチチャンネル』から『海外ドラマセレクション』に改題することを発表。放送時間帯は『ランチチャンネル』から変更はなく、放送するドラマも『ランチチャンネル』同様、欧米ドラマが放送される。
2018年11月16日にタイトルを『ドラマセレクション』に改題。2018年11月16日から12月まで、テレビ東京制作ドラマ（『金曜8時のドラマ』『ドラマBiz』）の傑作選を放送するため、海外ドラマの放送を休止していたが、2019年1月7日放送開始の『私はラブ・リーガル』シーズン4から海外ドラマの放送を再開し、同時に『海外ドラマセレクション』に改題。2019年1月25日より「ラスト・ドクター〜監察医アキタの検死報告〜」の再放送が開始し、再び『ドラマセレクション』となった。
『海外ドラマセレクション』は2019年4月3日（同年4月2日深夜）より、毎週月曜日から金曜日の12:40 - 13:35（休日は放送休止）から水曜（火曜深夜）3:25 - 4:18枠へ移動し、帯番組から週1回の放送へ変更されたと同時に、放送時間が2分短縮された。放送時間変更後は、帯番組時代には休止となっていた祝日にも放送する。
『海外ドラマセレクション』のタイトル自体は、水曜（火曜深夜）枠のみとなるが、水曜（火曜深夜）枠以外で放送する作品は、『ドラマセレクション』として帯枠で放送している。

## 放送時間の変遷
| 期間      | 期間       | 放送時間                                 |
| --------- | ---------- | ---------------------------------------- |
| 2018.4.11 | 2018.11.15 | 平日 12:40 - 13:35（55分）               |
| 2019.1.7  | 2019.1.24  | 平日 12:40 - 13:35（55分）               |
| 2019.4.3  | 2019.9.27  | 水曜日（火曜日深夜） 3:25 - 4:18（53分） |

## 放送された番組

### アメリカドラマ
| タイトル                            | 放送期間                  | 備考 |
| ----------------------------------- | ------------------------- | --- |
| 私はラブ・リーガル シーズン1        | 2018年4月11日 - 4月27日   | |
| SUITS/スーツ シーズン1・2           | 2018年5月7日 - 6月14日    | 5月7日から5月23日まではシーズン1を放送 5月24日から6月14日まではシーズン2を放送                                                    |
| リーサル・ウェポン シーズン1        | 2018年6月18日 - 7月11日   | |
| 私はラブ・リーガル シーズン2・3     | 2018年7月12日 - 8月22日   | 7月12日から8月2日までシーズン2を放送 8月3日から8月22日までシーズン3を放送                                                         |
| SCORPION/スコーピオン シーズン1     | 2018年8月27日 - 9月27日   | 第12話は未放送 |
| NCIS:LA 〜極秘潜入捜査班 シーズン5  | 2018年10月15日 - 11月15日 | |
| 私はラブ・リーガル シーズン4        | 2019年1月7日 - 1月24日    | ここまで帯番組枠 |
| NCIS 〜ネイビー犯罪捜査班 シーズン7 | 2019年4月3日 - 9月27日    | ここから週1回枠 最終話のみ9月27日（9月26日深夜）2:35から放送                                                                      |
| 私はラブ・リーガル シーズン5        | 2019年5月21日 - 6月13日   | 『ドラマセレクション』として帯番組枠にて放送 月・金曜は放送なし                                                                   |
| 私はラブ・リーガル シーズン6        | 2019年6月23日 - 7月13日   | 『ドラマセレクション』として放送 木曜（水曜深夜）と金曜（木曜深夜）は2:35 - 3:25に放送 日曜（土曜深夜）は3:15 - 4:55の2話連続放送 |

## 備考
- 本枠は、『ランチチャンネル』（第2期）同様、主音声・副音声ともステレオのデュアルステレオ放送を行っている[3]。帯番組時代には、次作品開始までのつなぎ番組や調整として、『昼めし旅 〜あなたのご飯見せてください!〜』や『午後のロードショー』の拡大放送を実施したり、他枠のドラマの傑作選を放送する場合があった。